# Lacustricola
Genre
Lacustricola est un genre de poissons de la famille des Poeciliidae.

## Liste des espèces
Selon Fishbase:
- Lacustricola maculatus (Klausewitz, 1957)
- Lacustricola matthesi (Seegers, 1996)
- Lacustricola mediolateralis (Poll, 1967)
- Lacustricola nigrolateralis (Poll, 1967)
- Lacustricola omoculatus (Wildekamp, 1977)
- Lacustricola usanguensis (Wildekamp, 1977)